# Michael McLean
Michael McLean (Farnborough, 6 maart 1963) is een Engelse voormalig professioneel golfer.

## Carrière
Als amateur won McLean in 1980 de Jacques Léglise Trophy met het team uit Groot-Brittanie en Ierland.
McLean werd in 1981 professioneel golfer waarbij hij voornamelijk op de Europese PGA Tour speelde. Tien keer kwam hij in de top 100 van de Order of Merit waarbij zijn beste resultaat de 20ste plaats werd in 1991. Hij won slechts één toernooi. Hij won in 1991 de Portugees Open TPC. Na vijftien jaar verloor hij zijn kaart, in 1998 en 1999 probeerde hij een nieuwe tourkaart te krijgen via de Tourschool maar dat mislukte. McLean kwalificeerde zich vijf keer voor het Brits Open, waarna hij één keer de cut haalde en op de 64ste plaats eindigde. 
In 1992 gebeurde wat merkwaardigs: Bernhard Langer en Mike McLean speelden in de vierde ronde de laatste partij van het Heineken Dutch Open op de Noordwijkse Golfclub. McLean dacht na zijn laatste putt voor een totaal van -12 gewonnen te hebben. Het publiek begon te juichen, en zo ook McLean. Maar de vreugde van McLean bleek van korte duur. Beide spelers werden door de referees meegenomen naar de televisiebus. Een toeschouwer had op hole 11 gezien dat McLean mogelijk een vastzittende tak had verplaatst en dat is bij golf verboden. De toeschouwer had dit gemeld bij een referee. Ter bevestiging had de referee gevraagd of er beelden van waren. De beelden  toonden aan dat McLean een fout had gemaakt. McLean kreeg twee strafslagen voor de overtreding en werd met -10 totaal gedeeld derde. Langer en Gordon Brand jr. (beiden -11 na 72 holes) speelden in een play-off om de zege. Langer won de play-off en de hoofdprijs van 325.000 gulden.

## Overwinningen

### Als amateur
| Jaar | Toernooi               | Tour |
| ---- | ---------------------- | ---- |
| 1980 | Jacques Léglise Trophy |      |

### Als professional
| Jaar | Toernooi                              | Tour              |
| ---- | ------------------------------------- | ----------------- |
| 1983 | Cacharel World Under-25s Championship |                   |
| 1990 | Portugees Open TPC                    | Europese PGA Tour |
| 1994 | Mauritius Open                        |                   |
| 2000 | Mauritius Open                        |                   |

## Resultaten op deMajors
| Tournament            | 1980 | 1981 | 1982 | 1983 | 1984 | 1985 | 1986 | 1987 | 1988 | 1989 | 1990 | 1991 | 1992 |
| --------------------- | ---- | ---- | ---- | ---- | ---- | ---- | ---- | ---- | ---- | ---- | ---- | ---- | ---- |
| The Open Championship | CUT  |      | CUT  |      |      | CUT  |      |      |      |      |      | T64  | CUT  |

CUT = miste de cut halverwege